# Beväpna dig med tanken
Beväpna dig med tanken är ett studioalbum av Freda', utgivet 21 november 2014.

## Låtlista
1. Beväpna dig med tanken
2. Kärleken bär
3. Före tystnaden
4. Följer stegen bakåt
5. Ta det som det är
6. Vägen till ett hjärta
7. Det vi ger
8. Vi bär på samma dröm
9. Genom nätterna
10. Lämnade allt för vinden

## Listplaceringar
| Lista (2014) | Topplacering |
| ------------ | ------------ |
| Sverige      | 44           |

### Fotnoter
1. ↑  ”Beväpna dig med tanken”. Ginza musik. 6 mars 2014. Arkiverad från originalet den 8 januari 2015. https://web.archive.org/web/20150108225336/http://www.ginza.se/product/freda-/bevapna-dig-med-tanken-2014-signerad-/258431/. Läst 14 december 2014.
2. ↑  ”Beväpna dig med tanken”. Swedishcharts. 6 mars 2014. http://www.swedishcharts.com/showitem.asp?interpret=Freda%27&titel=Bev%E4pna+dig+med+tanken&cat=a. Läst 14 december 2014.